# Xylobacillus femoratus
Xylobacillus femoratus är en insektsart som först beskrevs av Schulthess 1911.  Xylobacillus femoratus ingår i släktet Xylobacillus och familjen Bacillidae. Inga underarter finns listade i Catalogue of Life.